# 島田文金
島田文金（日语：島田フミカネ，1974年1月26日—），是日本的萌系插畫家，主打兵器娘類之圖，代表作有メカ娘、武裝神姬（第一彈、第八彈）、天翔少女和Strike Witches的設定等。其筆名來自於文金高島田。
島田文金的兵器娘，常常就如Strike Witches的魔女們一樣，上半身穿著較為正常，而下半身卻穿著低衩內褲等服裝。

## 交流
與聲優澤城美雪交情深厚。

## 相關創作

### 畫集
『島田フミカネ ART WORKS』(出版：角川グループパブリッシング，ISBN 9784048542210)

### 主要的參與作品
商業誌
『MC☆あくしず』（在イラストコラム之上連載中）
『特甲少女』（角色設計原案、The Sneaker2004年12月號揭載版插畫）
動畫
『天翔少女』（コンセプチュアルメカデザイン、女性角色設計原案）
『Strike Witches』（原作、角色設計原案）
『少女&戰車』（角色設計原案）
『機甲少女Frame Arms Girl』（角色設計原案）
Figure 公仔
『軍武娘』（角色設計）
『武装神姬』（第1彈、第8彈的角色設計／Konami）
塑膠模型
『機甲少女Frame Arms Girl』（角色設計／壽屋）
遊戲
『旋风管家!!噩梦天国』（「武装神姫ナギ」的設計）
『Darius Burst』（角色設計）
『艦隊Collection』（大凤、俾斯麦、Z1、Z3、欧根亲王、U-511／呂500、齐柏林伯爵等軍艦擬人化角色設計）
『機戰少女Alice』（角色設計）
CD
『學姊和學妹和青梅竹馬和傲嬌到睡不著CD』（角色設計）
其他
『MCTCG妖精伝承』（卡片插畫）
『月詠』TV動畫版ENDCARD插畫（第7話）

## 外部連結
- 島田文金的個人網站 （页面存档备份，存于）